# Bobsleigh aux Jeux olympiques de 2010 - Bob à quatre hommes
Navigation
Turin 2006 Sotchi 2014

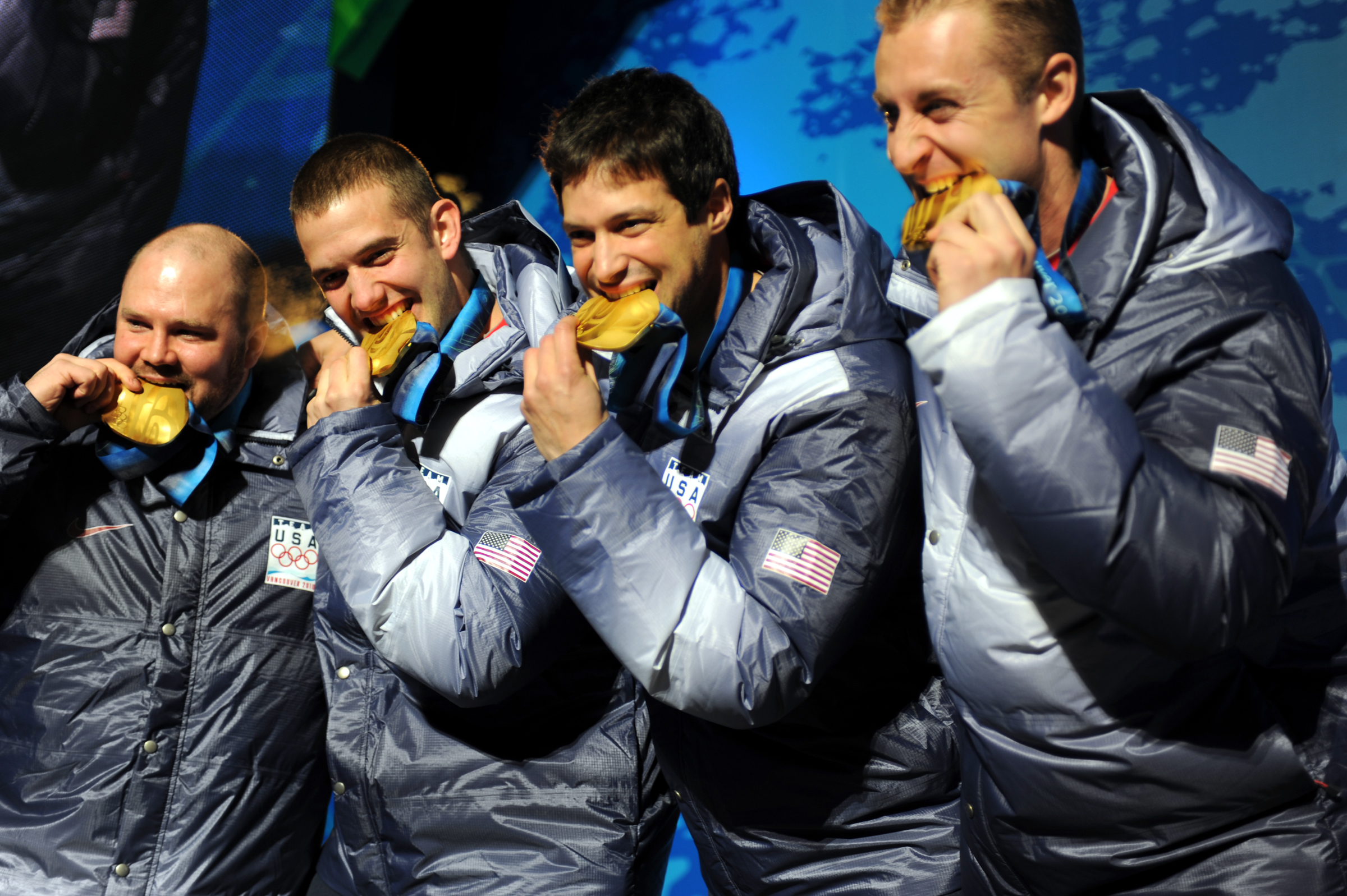
Médaillés d'or de l'épreuve.

L'épreuve de bobsleigh à quatre masculin des Jeux olympiques d'hiver de 2010 a lieu les 26 et 27 février 2010 à Whistler. Les Américains Steven Holcomb, Steve Mesler, Curtis Tomasevicz et Justin Olsen remportent l'épreuve devant les Allemands André Lange, Kevin Kuske, Alexander Rödiger et Martin Putze et les Canadiens Lyndon Rush, David Bissett, Lascelles Brown et Chris Le Bihan.

## Médaillés
| Or                                                                    | Argent                                                           | Bronze                                                          |
| États-Unis Steven Holcomb Steve Mesler Curtis Tomasevicz Justin Olsen | Allemagne André Lange Kevin Kuske Alexander Rödiger Martin Putze | Canada Lyndon Rush David Bissett Lascelles Brown Chris Le Bihan |

## Résultats
Les vingt meilleures équipes des trois premières manches sont qualifiées pour la manche finale.
| Rang                                | Dossard | Pays                       | Athlètes                                                                                   | Manche 1   | Manche 2   | Manche 3 | Manche 4 | Total         | Retard  |
| ----------------------------------- | ------- | -------------------------- | ------------------------------------------------------------------------------------------ | ---------- | ---------- | -------- | -------- | ------------- | ------- |
| Médaille d'or, Jeux olympiques      | 1       | États-Unis (USA-1)         | Steven Holcomb Steve Mesler Curtis Tomasevicz Justin Olsen                                 | 50 s 89 TR | 50 s 86 TR | 51 s 19  | 51 s 52  | 3 min 24 s 46 | +0 s 00 |
| Médaille d'argent, Jeux olympiques  | 2       | Allemagne (GER-1)          | André Lange Kevin Kuske Alexander Rödiger Martin Putze                                     | 51 s 14    | 51 s 05    | 51 s 29  | 51 s 36  | 3 min 24 s 84 | +0 s 38 |
| Médaille de bronze, Jeux olympiques | 7       | Canada (CAN-1)             | Lyndon Rush David Bissett Lascelles Brown Chris Le Bihan                                   | 51 s 12    | 51 s 03    | 51 s 24  | 51 s 46  | 3 min 24 s 85 | +0 s 39 |
| 4                                   | 4       | Allemagne (GER-2)          | Thomas Florschütz Ronny Listner Andreas Barucha Richard Adjei                              | 51 s 14    | 51 s 36    | 51 s 45  | 51 s 63  | 3 min 25 s 58 | +1 s 12 |
| 5                                   | 10      | Canada (CAN-2)             | Pierre Lueders Justin Kripps Neville Wright Jesse Lumsden                                  | 51 s 27    | 51 s 29    | 51 s 50  | 51 s 54  | 3 min 25 s 60 | +1 s 14 |
| 6                                   | 5       | Suisse (SUI-1)             | Ivo Rüegg Thomas Lamparter Cédric Grand Beat Hefti                                         | 51 s 31    | 51 s 13    | 51 s 70  | 51 s 57  | 3 min 25 s 71 | +1 s 25 |
| 7                                   | 6       | Allemagne (GER-3)          | Karl Angerer Andreas Bredau Alex Mann Gregor Bermbach                                      | 51 s 18    | 51 s 41    | 51 s 70  | 51 s 77  | 3 min 26 s 06 | +1 s 60 |
| 8                                   | 11      | Russie (RUS-3)             | Yevgeni Popov Alexey Kireev Denis Moiseychenkov Andrey Yurkov                              | 51 s 49    | 51 s 16    | 51 s 67  | 51 s 81  | 3 min 26 s 13 | +1 s 67 |
| 9                                   | 19      | Italie (ITA-1)             | Simone Bertazzo Danilo Santarsiero Samuele Romanini Mirko Turri                            | 51 s 57    | 51 s 38    | 51 s 62  | 51 s 68  | 3 min 26 s 25 | +1 s 79 |
| 9                                   | 8       | Russie (RUS-1)             | Dmitri Abramovitch Roman Oreshnikov Sergey Prudnikov Dmitriy Stepushkin                    | 51 s 32    | 51 s 40    | 51 s 78  | 51 s 75  | 3 min 26 s 25 | +1 s 79 |
| 11                                  | 12      | Lettonie (LAT-2)           | Edgars Maskalāns Mihails Arhipovs Raivis Broks Pāvels Tulubjevs                            | 51 s 60    | 51 s 42    | 51 s 85  | 51 s 78  | 3 min 26 s 65 | +2 s 19 |
| 12                                  | 15      | République tchèque (CZE-1) | Ivo Danilevič Jan Kobián Jan Stokláska Dominik Suchý                                       | 51 s 54    | 51 s 72    | 51 s 76  | 51 s 96  | 3 min 26 s 98 | +2 s 52 |
| 13                                  | 13      | États-Unis (USA-3)         | Mike Kohn Nick Cunningham Jamie Moriarty Bill Schuffenhauer                                | 51 s 69    | 51 s 42    | 52 s 10  | 52 s 11  | 3 min 27 s 32 | +2 s 86 |
| 14                                  | 16      | Pologne (USA-1)            | Dawid Kupczyk Michał Zblewski Paweł Mróz Marcin Niewiara                                   | 51 s 94    | 51 s 96    | 52 s 35  | 52 s 28  | 3 min 28 s 53 | +4 s 07 |
| 15                                  | 14      | Roumanie (ROU-1)           | Nicolae Istrate Ioan Dănuţ Dovalciuc Ionuţ Andrei Florin Cezar Crăciun                     | 52 s 05    | 52 s 00    | 52 s 34  | 52 s 50  | 3 min 28 s 89 | +4 s 43 |
| 16                                  | 25      | République tchèque (CZE-2) | Jan Vrba Martin Bohman Ondřej Kozlovský Miloš Veselý                                       | 52 s 00    | 52 s 09    | 52 s 43  | 52 s 61  | 3 min 29 s 13 | +4 s 67 |
| 17                                  | 20      | Grande-Bretagne (GBR-1)    | John James Jackson Allyn Condon Dan Money Henry Odili Nwume                                | 51 s 53    | 54 s 29    | 52 s 24  | 52 s 15  | 3 min 30 s 21 | +5 s 75 |
| 18                                  | 24      | Serbie (SRB-1)             | Vuk Rađenović Miloš Savić Igor Šarčević Slobodan Matijević                                 | 52 s 37    | 52 s 40    | 52 s 84  | 52 s 74  | 3 min 30 s 35 | +5 s 89 |
| 19                                  | 22      | Corée du Sud (KOR-1)       | Kang Kwang-bae Lee Jin-hee Kim Dong-hyun Kim Jung-su                                       | 52 s 76    | 52 s 53    | 52 s 92  | 52 s 92  | 3 min 31 s 13 | +6 s 67 |
| 20                                  | 21      | Croatie (CRO-1)            | Ivan Šola Igor Marić Slaven Krajačić Mate Mezulić (Manche 1-2) András Haklits (Manche 3-4) | 52 s 58    | 52 s 69    | 53 s 15  | 53 s 11  | 3 min 31 s 53 | +7 s 07 |
| 21                                  | 23      | Japon (JPN-1)              | Hiroshi Suzuki Ryuichi Kobayashi Shinji Doigawa Masaru Miyauchi                            | 52 s 09    | 54 s 16    | 52 s 53  |          | 2 min 38 s 78 |         |
|                                     | 3       | États-Unis (USA-2)         | John Napier Christopher Fogt Steven Langton Charles Berkeley                               | 51 s 30    | 53 s 41    | DNS      |          |               |         |
|                                     | 9       | Russie (RUS-2)             | Aleksandr Zubkov Filipp Egorov Petr Moiseev Dmitry Trunenkov                               | 52 s 52    | DNS        |          |          |               |         |
|                                     | 17      | Autriche (AUT-1)           | Wolfgang Stampfer Christian Hackl Juergen Mayer Johannes Wipplinger                        | 53 s 64    | DNS        |          |          |               |         |
|                                     | 18      | Slovaquie (SVK-1)          | Milan Jagnešák Marcel Lopuchovský Petr Narovec Martin Tešovič                              | 55 s 25    | DNS        |          |          |               |         |
|                                     | -       | Australie (AUS-1)          | Jeremy Rollestone Duncan Harvey Duncan Pugh Anthony Ryan                                   | DNS        |            |          |          |               |         |
|                                     | -       | Lettonie (LAT-1)           | Jānis Miņins Daumants Dreiškens Oskars Melbārdis Intars Dambis                             | DNS        |            |          |          |               |         |
|                                     | -       | Liechtenstein (LIE-1)      | Michael Klingler Jürgen Berginz Thomas Dürr Richard Wunder                                 | DNS        |            |          |          |               |         |
|                                     | -       | Pays-Bas (NED-1)           | Edwin van Calker Sybren Jansma Arnold van Calker Timothy Beck                              | DNS        |            |          |          |               |         |
|                                     | -       | Suisse (SUI-2)             | Daniel Schmid Alex Baumann Roman Handschin Christian Aebli                                 | DNS        |            |          |          |               |         |